# Trafalgar Day
Der Trafalgar Day (Trafalgartag) ist der Gedenktag für den Sieg der britischen Flotte unter Admiral Horatio Nelson über die vereinigte französische und spanische Flotte unter Pierre Charles de Villeneuve in der Schlacht von Trafalgar am 21. Oktober 1805. Er wurde im 19. Jahrhundert und am Anfang des 20. Jahrhunderts mit Paraden, Feiern und Galaessen im gesamten Britischen Empire begangen.
Der Tag verlor ab dem Ende des Ersten Weltkrieges im Jahr 1918 an Bedeutung, wie beispielsweise auch der Sedantag in Deutschland. Der Hauptgrund hierfür war, dass das Gedenken an die beiden Weltkriege zunehmend in den Vordergrund rückte. Hinzu kam, insbesondere nach dem Ende des Zweiten Weltkrieges und der darauf folgenden Rezession, ein generell nachlassender Patriotismus und ein Meinungsumschwung in Teilen der Bevölkerung, die begann, den Krieg nicht nur mit glorreichen Siegen, sondern auch mit dem Leiden der Menschen in Verbindung zu bringen.
Im Jahr 2005 gab es anlässlich des 200. Jahrestages der Schlacht von Trafalgar erstmals seit langem wieder offizielle Feierlichkeiten. In deren Zentrum stand am 28. Juni die erste große Flottenparade seit 1977 im südenglischen Portsmouth, an der 167 Kriegsschiffe teilnahmen. Die Feierlichkeiten endeten offiziell am Trafalgar-Day mit Zeremonien in London. Der 200. Jahrestag der Schlacht wurde von einigen Politikern auch dazu genutzt, die Diskussion über einen Nationalfeiertag wieder anzustoßen. Das Vereinigte Königreich ist zurzeit eines von wenigen Ländern, das keinen offiziellen Nationalfeiertag hat.
Einer der wenigen Orte, an denen der Trafalgar-Day noch regelmäßig gefeiert wird, ist Trafalgar (Victoria) in Australien. Hier findet jedes Jahr das Trafalgar-Festival zu Ehren des Sieges statt.